# Leucoagaricus
Leucoagaricus (Locq. ex Singer) è un genere di funghi basidiomiceti della famiglia delle Agaricaceae.
Al genere appartengono funghi saprofiti con le seguenti caratteristiche: il cappello è asciutto con colorazioni chiare, le lamelle sono bianche o crema e le spore sono ellittiche, lisce, con poro germinativo.

## Specie di Leucoagaricus
La specie tipo è Leucoagaricus macrorhizus (Locq. ex Singer). Altre specie incluse sono:
- Leucoagaricus carneifolius
- Leucoagaricus naucinus
- Leucoagaricus leucothites